# Kolarovický potok
Kolárovický potok – potok na Słowacji będący lewym dopływem potoku Petrovička. Ma długość 17,2 km.
Jest to największy dopływ Petrovički. Cała jego zlewnia znajduje się w Jawornikach. Potok wypływa na wysokości około 745 m u zachodnich podnóży przełęczy Melocík (także U Melocíka, 785 m). Płynie przez wieś Kolárovice i miasto Bytča, w którym na wysokości około 345 m uchodzi do Petrovički.
Główne dopływy w kolejności od źródeł do ujścia: Čiakovský potok (lewy), Slopkov potok (prawy), Vaškov potok (lewy), Kvaplový potok (lewy), Badurkovský potok (lewy).